# Meškuičiai
 Meškuičiai est un bourg (lituanien : miestelis) situé dans l’apskritis de Šiauliai dans le nord de la Lituanie.

## Géographie
Le bourg est situé sur la route A12, à mi-chemin entre Šiauliai et Joniškis.